# Let's Go Luna!
Let's Go Luna! é uma série educacional animada de televisão criada por Joe Murray e produzida por Peter Hannan, é co-produzida pela canadesa 9 Story Media Group e a irlandesa Brown Bag Films, para o canal americano PBS Kids.

## Personagens
- Luna the Moon (dublada por Judy Greer), uma lua antropomórfica que guia Leo, Andy e Carmen em suas viagens durante o dia. Ela sofre de uma fraqueza incomum: a música feliz a faz dançar incontrolavelmente, o que muitas vezes pode se transformar em caos para as pessoas ao seu redor.
- Leo Chockers (dublado por Aidan Wojtak-Hissong nos episódios 1 a 8 e por Shayle Simons a partir do episódio 9 em diante), um wombat de 7 anos da Austrália que adora comida.
- Andy Hopper (dublado por Jaiden Cannatelli), um sapo de 7 anos de idade dos Estados Unidos que adora arte.
- Carmen Mariposa (dublado por Saara Chaudry), uma borboleta de 7 anos do México que adora música.

## Ligações Externas
- «Sítio oficial» (em inglês)
- Let's Go Luna!. no IMDb.